# Lago Leven

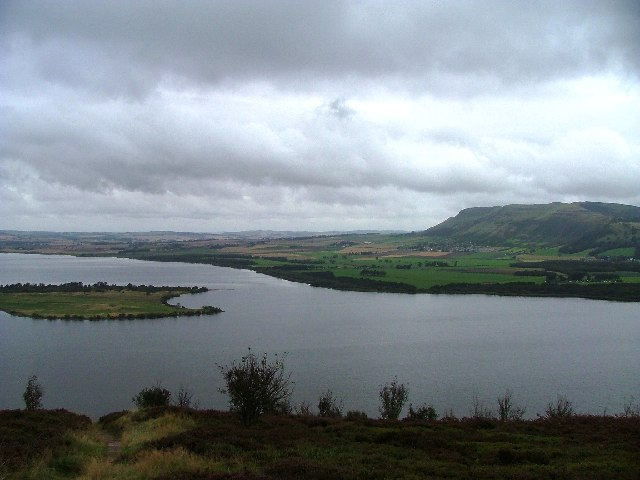
Lago Leven.

El lago Leven (en escocés Loch Leven) es un lago de agua dulce en la región escocesa de Perth and Kinross (56°13′N 3°27′O / 56.217, -3.450). De forma circular, tiene un perímetro de cerca de 16 km y una superficie de 14 km². Recibe las aguas del río Leven. Contiene siete islas, siendo las de mayor tamaño la isla San Serfs y la isla del Castillo. Esta última debe su nombre a que en ella se encuentra el castillo de Lochleven donde en 1567 estuvo prisionera María Estuardo, reina de Escocia, siendo obligada por los aristócratas escoceses a abdicar.
Existe también otro lago de agua salada con el mismo nombre en la costa oeste de Escocia.
Este lago es Reserva Natural Nacional desde 1964 y es gestionado por el Patrimonio Cultural de Escocia (Scottish Natural Heritage) ampliando su extensión hasta la Vane Farm que mantiene la Real Sociedad para la Protección de las Aves (Royal Society for the Protection of Birds)